# Stan Hayhurst
Stanley Henry Hayhurst (13 tháng 5 năm 1925 – 1998) là một cầu thủ bóng đá người Anh từng thi đấu ở vị trí thủ môn.